# Paix, ordre et bon gouvernement
Au Canada, l'expression paix, ordre et bon gouvernement (en anglais peace, order and good government) est souvent utilisée pour décrire les principes sur lesquels se fonde la confédération de ce pays. Utilisée d'abord dans la Loi constitutionnelle de 1867, promulguée par le Royaume-Uni, elle définit les principes selon lesquels devrait fonctionner le Parlement du Canada. Plus exactement, elle figure à l'article 91 de cette loi, qui fait partie d'un bloc répartissant les pouvoirs législatifs entre les ordres de gouvernement fédéral et provincial. Cette expression y décrit les fondements légaux sur lesquels le gouvernement fédéral est constitutionnellement autorisé à adopter des lois qui empiètent sur les compétences des provinces.
La même expression apparaît également dans la constitution de plusieurs autres pays du Commonwealth, dont l'Australie et la Nouvelle-Zélande.

## Modes d'interprétation
Selon les cas, les tribunaux canadiens ont trouvé des fonctions différentes pour « la paix, l'ordre et le bon gouvernement ». Ceci inclut son pouvoir résiduaire ; le texte de l'article 91 permet au Parlement du Canada de légiférer « en toute matière non comprise dans les domaines exclusivement attribués par la présente loi aux législatures des provinces ». Ainsi, lorsque les tribunaux examinent une dispute relative aux champs de compétence constitutionnelle, si cette chose n'est pas spécifiquement attribuée aux provinces, on présume que le gouvernement fédéral a le droit de légiférer.

### État d'urgence
Toutefois, cette fonction résiduaire n'est pas le seul effet de « la paix, l'ordre et le bon gouvernement ». Les tribunaux du Canada ont également dit que c'est à cause de cette disposition que le Parlement du Canada peut légiférer et invoquer des pouvoirs d'état d'urgence. Ceci a débuté en 1882, lorsque le Comité judiciaire du Conseil privé (à l'époque, l'autorité suprême sur le droit canadien) décida que le gouvernement fédéral pouvait légiférer concernant l'alcool, car, même si ceci aurait été considéré comme un champ de compétence provinciale en des circonstances normales, le gouvernement fédéral agissait afin de préserver le maintien de l'ordre au Canada. Ce concept évolua davantage dans les années 1920, lorsqu'en 1922 il fut dit que le POBG pouvait être invoqué en temps de guerre ou de famine pour permettre au parlement d'intervenir dans des dossiers de compétence provinciale. Le POBG fut utilisé plus tard en ce sens dans le Renvoi sur la Loi anti-inflation de 1976, quand la Cour suprême du Canada permit au parlement de réglementer l'inflation, en raison qu'elle était un problème économique considérable pour le Canada. Dans ce cas, un grand degré de déférence fut exercé pour accepter ce que le gouvernement fédéral prétendait être une urgence.

### Dimensions nationales
La Théorie de la dimension nationale fut une méthode alternative d'appliquer les pouvoirs de POBG qui fut utilisée dans la deuxième moitié du XXe siècle. (Affaire Crown Zellerbach). Cela permettait au parlement de légiférer dans des champs de compétence qui iraient normalement au gouvernement provincial si le dossier devenait tellement important qu'il concernerait le pays entier.
Toutefois, cette pratique est depuis tombée en désuétude.

## Valeur sociologique
Malgré son but technique, la phrase la paix, l'ordre et le bon gouvernement en vint à revêtir également une importance pour les Canadiens. On considère parfois que cette devise tripartite définit les valeurs canadiennes d'une façon comparable à liberté, égalité, fraternité en France ou la vie, la liberté et la poursuite du bonheur aux États-Unis d'Amérique. En fait, paix, ordre et bon gouvernement est une phrase utilisée par certains spécialistes pour faire de larges caractérisations de la culture politique canadienne. Le sociologue américain Seymour Martin Lipset, par exemple, mit en valeur le contraste entre le POBG et la devise tripartite américaine pour conclure que les canadiens croient généralement en un plus grand degré de déférence envers la loi et les élites.